# Торнинг-Шмитт, Хелле
Хе́лле То́рнинг-Шмитт (дат. Helle Thorning-Schmidt; род. 14 декабря 1966[…], Рёдовре, Копенгаген) — датский политический и государственный деятель. В прошлом — председатель Социал-демократической партии (2005—2015), премьер-министр Дании (2011—2015), первая женщина на обеих должностях, депутат фолькетинга (2005—2016), депутат Европейского парламента (1999—2004).

## Биография
Родилась 14 декабря 1966 года в коммуне Рёдовре, пригороде Копенгагена.
Окончила Копенгагенский университет, а в 1993 году — Колледж Европы в Брюгге со степенью магистра политики и публичного управления. Там она познакомилась с будущим мужем Стивеном Кинноком (род. 1970), сыном британских политиков Нила Киннока и Глэдис Киннок. В 1994 году защитила кандидатскую диссертацию по политологии.

## Политическая карьера
С 1993 года — член Социал-демократической партии (СДП). В 1994—1997 годах — председатель секретариата Социал-демократической партии в Европейском парламенте, в 1997—1999 — консультант Конфедерации профсоюзов Дании по европейским делам.
По результатам выборов 1999 года избрана депутатом Европейского парламента. В Европейском парламенте входила в группу Партии европейских социалистов, была членом комитета по занятости и социальным вопросам (EMPL), комитета по промышленности, внешней торговле, исследованиям и энергетике (1999—2002), комитета по конституционным вопросам (AFCO) (2002—2004), а также была заместителем председателя межпарламентского комитета Европейский союз — Латвия.
По результатам парламентских выборов 2005 года избрана в Фолькетинг в копенгагенском избирательном округе. Эти выборы Социал-демократическая партия проиграла, и её лидер Могенс Люккетофт ушёл в отставку. СДП организовала прямые выборы нового руководителя партии, на которых Торнинг-Шмитт победила. Стала первой женщиной на этом посту. Она выступала за увеличение налогов и расширение доли возобновляемых источников энергии до 45 % к 2025 году. На выборах 2007 года СДП вновь проиграла, но Торнинг-Шмитт осталась руководить партией, поставив целью победить на следующих выборах. Торнинг-Шмитт — противник перехода Дании на евро, и в сентябре 2011 года пообещала, что в случае прихода к власти не будет даже проводить референдум о переходе на общеевропейскую валюту.
По итогам парламентских выборов 15 сентября 2011 года возглавляемый Торнинг-Шмитт «красный» блок получил наибольшее число мест в фолькетинге и Торнинг-Шмитт получила право сформировать новое правительство. 3 октября она заняла пост премьер-министра, это первый случай, когда правительство Дании возглавила женщина. Министром по делам бизнеса и экономического роста в правительстве Торнинг-Шмитт стал представитель Социалистической народной партии, бывший председатель Коммунистической партии Дании Оле Сон. 
В 2012 году оказалась на первом месте в составленном журналом Time списке десяти лучших женщин-лидеров мира.
Стала первым премьер-министром, присоединившемся к Copenhagen Pride. В 2012 году, когда она была премьер-министром, были внесены изменения в законодательство, которые разрешили однополые браки в Дании. В 2022 году награждена премией Årets Ally, которая присуждается человеку, использующему свою медийность для поддержки и укрепления прав и условий жизни ЛГБТ-сообщества, на церемонии вручения премий Danish Rainbow Awards, учреждённых организацией Rainbow Business Denmark.
30 января 2014 года Социалистическая народная партия вышла из правительства. 3 февраля был обнародован новый состав правительства во главе с Хелле Торнинг-Шмитт.
После парламентских выборов 18 июня 2015 года, несмотря на то, что СДП получила больше голосов, чем на предыдущих выборах, объявила об отставке с поста премьера и председателя партии. Правительство ушло в отставку 28 июня, когда его сменило правительство во главе с Ларсом Лёкке Расмуссеном. В тот же день новым председателем стала Метте Фредериксен.
Хелле Торнинг-Шмитт стала первым заместителем председателя фолькетинга. 3 апреля 2016 года  ушла из фолькетинга, чтобы возглавить Save the Children. Мандат перешёл к Ларсу Аслану Расмуссену.

## После ухода из политики
Министр иностранных дел Кристиан Енсен 4 сентября 2015 года объявил, что правительство выдвинуло Хелле Торнинг-Шмитт в качестве официального кандидата Дании на должность нового Верховного комиссара ООН по делам беженцев (УВКБ ООН). 31 декабря истекал срок полномочий занимавшего должность Антониу Гутерриша, бывшего премьер-министра Португалии. Однако 11 ноября Генеральный секретарь ООН Пан Ги Мун объявил о своем намерении назначить на пост итальянского дипломата Филиппо Гранди.
После ухода из политики Хелле Торнинг-Шмитт стала CEO международной зонтичной организации движения Save the Children, занимающегося защитой прав детей. В начале 2019 года объявила об уходе с поста. Её сменила в сентябре Ингер Ашинг (Inger Ashing).
После отставки в марте 2020 года Специального представителя Генерального секретаря ООН по Ливии Гассана Саламе правительство США выдвинуло Хелле Торнинг-Шмитт в качестве кандидата на пост главы Миссии поддержки ООН в Ливии (UNSMIL). Однако Хелле Торнинг-Шмитт отказалась от должности и 18 января 2021 года Генеральный секретарь ООН Антониу Гутерриш назначил словацкого дипломата Яна Кубиша специальным посланником в Ливии.
В мае 2020 года присоединилась к Наблюдательному совету Meta (в то время — Facebook), идею которого предложил профессор Гарвардской школы права Ноа Фельдман в конце 2018 года.
В 2020 году назначена Европейским региональным бюро ВОЗ (ЕРБ ВОЗ) одним из 19 членов Общеевропейской комиссии по вопросам здоровья и устойчивого развития под председательством экономиста Марио Монти.

## Личная жизнь
Вышла замуж за Стивена Киннока (род. 1970), сына британских политиков Нила Киннока, бывшего лидера Лейбористской партии и Глэдис Киннок, бывшего депутата Европейского парламента от Уэльса. Стивен — государственный министр в Министерстве здравоохранения и социального обеспечения Великобритании в правительстве под руководством премьер-министра Кира Стармера. У пары двое детей. Йоханна (Johanna Kinnock) — журналистка, пишет о культуре для Dagbladet Information. Майло Киннок (Milo Kinnock), родившийся под именем Камилла (Milo Kinnock) и объявивший в начале 2022 года, что он небинарный, перенёс двойную мастэктомию (удалению молочной железы). Майло Киннок был номинирован на премию Aktivistpris на церемонии вручения премий Danish Rainbow Awards, учреждённых организацией Rainbow Business Denmark.